# Bertalan Kun
Bertalan Kun (Veszprém, 6 mei 1999) is een Hongaars voetballer die als middenvelder voor FK Proleter Novi Sad speelt.

## Carrière
Kun werd in 2011 opgenomen in de jeugdopleiding van PSV. Hij maakte op 25 november 2016 zijn debuut in het betaald voetbal in dienst van Jong PSV. Die dag kwam hij in de 65e minuut in het veld voor Albert Guðmundsson tijdens een met 1-0 verloren wedstrijd in de Eerste divisie, uit tegen FC Volendam. Hij scoorde zijn enige doelpunt voor Jong PSV op 13 januari 2019, in de met 2-2 gelijkgespeelde uitwedstrijd tegen Jong Ajax. In 2019 vertrok Kun bij PSV, omdat er geen overeenstemming kwam over zijn contract. In oktober 2019 sloot hij bij Győri ETO FC aan nadat een proefperiode bij DAC 1904 Dunajská Streda hem geen contract opleverde. Hier speelde hij elf wedstrijden op het tweede niveau van Hongarije, voor de competitie werd beëindigd vanwege de coronapandemie. In 2020 vertrok hij naar Zalaegerszegi TE, wat op het hoogste niveau van Hongarije uitkomt. Na een seizoen vertrok hij naar het Servische FK Proleter Novi Sad.

## Clubstatistieken
| Seizoen        | Club                 | Competitie     | Competitie | Competitie | Beker | Beker | Internationaal | Internationaal | Totaal | Totaal |
| Seizoen        | Club                 | Competitie     | Wed.       | Dlp.       | Wed.  | Dlp.  | Wed.           | Dlp.           | Wed.   | Dlp.   |
| -------------- | -------------------- | -------------- | ---------- | ---------- | ----- | ----- | -------------- | -------------- | ------ | ------ |
| 2016/17        | Jong PSV             | Eerste divisie | 2          | 0          | —     | —     | —              | —              | 2      | 0      |
| 2017/18        | Jong PSV             | Eerste divisie | 0          | 0          | —     | —     | —              | —              | 0      | 0      |
| 2018/19        | Jong PSV             | Eerste divisie | 22         | 1          | —     | —     | —              | —              | 22     | 1      |
| Club totaal    | Club totaal          | Club totaal    | 24         | 1          | 0     | 0     | 0              | 0              | 24     | 1      |
| 2019/20        | Győri ETO FC         | NB II          | 11         | 0          | 1     | 0     | —              | —              | 12     | 0      |
| Club totaal    | Club totaal          | Club totaal    | 11         | 0          | 1     | 0     | 0              | 0              | 12     | 0      |
| 2020/21        | Zalaegerszegi TE     | NB I           | 1          | 0          | 3     | 0     | —              | —              | 4      | 0      |
| Club totaal    | Club totaal          | Club totaal    | 1          | 0          | 3     | 0     | 0              | 0              | 4      | 0      |
| 2021/22        | FK Proleter Novi Sad | Superliga      | 12         | 1          | 1     | 0     | —              | —              | 13     | 1      |
|                |                      |                |            |            |       |       |                |                |        |        |
| Club totaal    | Club totaal          | Club totaal    | 12         | 1          | 1     | 0     | 0              | 0              | 13     | 1      |
| Carrièretotaal | Carrièretotaal       | Carrièretotaal | 48         | 2          | 5     | 0     | 0              | 0              | 53     | 1      |

Bijgewerkt t/m 7 februari 2022